# ワット・ダズ・イット・テイク (トゥ・ウィン・ユア・ラヴ)
「ワット・ダズ・イット・テイク (トゥ・ウィン・ユア・ラヴ)」（What Does It Take (To Win Your Love)）は、ジュニア・ウォーカー&ジ・オール・スターズが1969年に発表した楽曲。

## 概要
作詞作曲はジョニー・ブリストル、ハーヴィー・フークワ、ヴァーノン・ブロック。ヒッツヴィルUSAでデトロイト交響楽団とファンク・ブラザーズの面々とともに録音された。ジュニア・ウォーカーのリード・ボーカルにハーモニーをつけているのはジョニー・ブリストル。バッキング・ボーカルはジ・アンダンテズがつとめた。
1969年発売のアルバム『Home Cookin'』に収録された。モータウンの幹部らはシングルとして出すことに難色を示していたが、ラジオ局のディスクジョッキーたちが盛んに本作品をかけたため、同年4月25日にシングルカットされた。B面は「Brainwasher (Part 1)」。
同年8月9日付のビルボード・Hot 100で4位を記録した。ビルボードのソウルチャートにおいては2週連続で1位を記録した。また、全英シングルチャートで13位を記録した。
1970年発売のライブ・アルバム『Live』にライブ・バージョンが収録されている。

## カバー・バージョン
- B・J・トーマス - 1970年のアルバム『Everybody's Out of Town』に収録。
- トニー・ジョー・ホワイト - 1970年のアルバム『Tony Joe』に収録。
- アルトン・エリス - 1970年のシングル[5]。アルバム『Mr Soul of Jamaica』にも収録された。
- フィフス・ディメンション - 1970年のアルバム『Love's Lines, Angles and Rhymes』に収録。
- サンタナ - 1982年のアルバム『Shangó』に収録。
- ガーランド・ジェフリーズ - 1983年のアルバム『Guts for Love』に収録[6]。
- ケニー・G - 1986年のアルバム『デュオトーンズ』に収録。リード・ボーカルはエリス・ホール。「愛の鼓動」という邦題がつけられた。
- 東京スカパラダイスオーケストラ - 1996年のアルバム『トーキョー・ストラット』に収録。